# غاو شليسفيغ هولشتاين
غاو شليسفيغ هولشتاين كان قسمًا إداريًا لألمانيا النازية من عام 1933 إلى عام 1945 في مقاطعة شليسفيغ هولشتاين البروسية، المدينة الحرة في لوبيك وأجزاء من دولة أولدنبورغ الحرة. قبل ذلك، من عام 1926 إلى عام 1933، كان التقسيم الإقليمي للحزب النازي في تلك المنطقة.

## التاريخ
تم إنشاء نظام النازي جاو في الأصل في مؤتمر للحزب في 22 مايو 1926، من أجل تحسين إدارة هيكل الحزب. منذ عام 1933 وما بعده، بعد الاستيلاء النازي على السلطة، حل الجاو محل الولايات الألمانية كتقسيمات إدارية في ألمانيا. 
على رأس كل جاو، هناك غاوليتر ذو صلاحيات شبه مطلقة. كل غاولتير محلي غالبًا ما كان يشغل مناصب حكومية بالإضافة إلى مناصب حزبية وكان مسؤولًا، من بين أشياء أخرى، عن الدعاية والمراقبة، ومنذ سبتمبر 1944 فصاعدًا، فولكسستورم والدفاع عن الغاو.  
تم شغل منصب الغاولايتر Schleswig-Holstein بواسطة هنريش لوهس طوال تاريخ الغاو، باستثناء فترة قصيرة في عام 1932 عندما تم تولي المكتب من قبل Joachim Meyer-Quade.   من عام 1941 فصاعدًا كان لوهي مسؤولًا عن مفوضية الرايخ أوستلاند حيث كان مسؤولًا عن تنفيذ سياسات الألمانية النازية المبنية على أسس جنرالبلان أوست: قتل جميع اليهود تقريبًا وشعب الروما والشيوعيين وقمع السكان المحليين كانوا نتائجها الضرورية.  حُكم عليه بالسجن لمدة عشر سنوات في عام 1948 ولكنه أُفرج عنه في عام 1951، ورفض طلب الاتحاد السوفياتي لتسليمه وتوفي في عام 1964. 